# Néstor Susaeta
Néstor Susaeta Jaurrieta (ur. 11 grudnia 1984 w Eibarze) – hiszpański piłkarz występujący na pozycji pomocnika w Albacete Balompié.